# Preston (Maryland)
Preston è un comune degli Stati Uniti d'America, situato nello stato del Maryland, nella contea di Caroline.